# Bronisław Jastrzębski (działacz konspiracyjny)
Bronisław Jastrzębski pseud. „Damazy” (ur. 14 maja 1910 w Białymstoku, zm. 6 października 1997 w Warszawie) – polski działacz konspiracji niepodległościowej w czasie II wojny światowej, komendant Bojowej Organizacji „Wschód” (1941–1944), uczestnik powstania warszawskiego.

## Życiorys
Pochodził z Białegostoku. W latach 1915–1920 w związku z działaniami wojennymi przebywał wraz z rodziną w Kijowie. Do Białegostoku powrócił tuż przed wybuchem wojny polsko-bolszewickiej i we wrześniu 1920 wstąpił do 2. Białostockiej Drużyny Harcerskiej im. A. Mickiewicza przy Gimnazjum im. Króla Zygmunta Augusta w Białymstoku. Przed II wojną światową ukończył studia prawnicze w Warszawie. 
Po wybuchu II wojny światowej zaangażował się w działalność konspiracyjną, a w 1941 roku utworzył Bojową Organizację „Wschód”, której był komendantem. Organizacja ta zajmowała się między innymi szkoleniem żołnierzy na potrzeby Armii Krajowej. W trakcie powstania warszawskiego dowodził V plutonem „Narocz” w składzie 1. kompanii batalionu „Parasol” – Zgrupowania „Radosław” oraz kompanią ochrony Kwatery Głównej w Śródmieściu. 
W 1945 roku został aresztowany przez funkcjonariuszy Ministerstwa Bezpieczeństwa Publicznego, a następnie wyrokiem Wojskowego Sądu Okręgowego w Warszawie został skazany na karę śmierci. Karę tę zamieniono później na 10 lat więzienia, zaś w 1947 roku na mocy amnestii wyrok zmniejszono do pięciu lat. Więzienie opuścił w listopadzie 1950 roku. Pochowany na Cmentarzu Wojskowym na Powązkach w Warszawie (kwatera HIII-6-21).

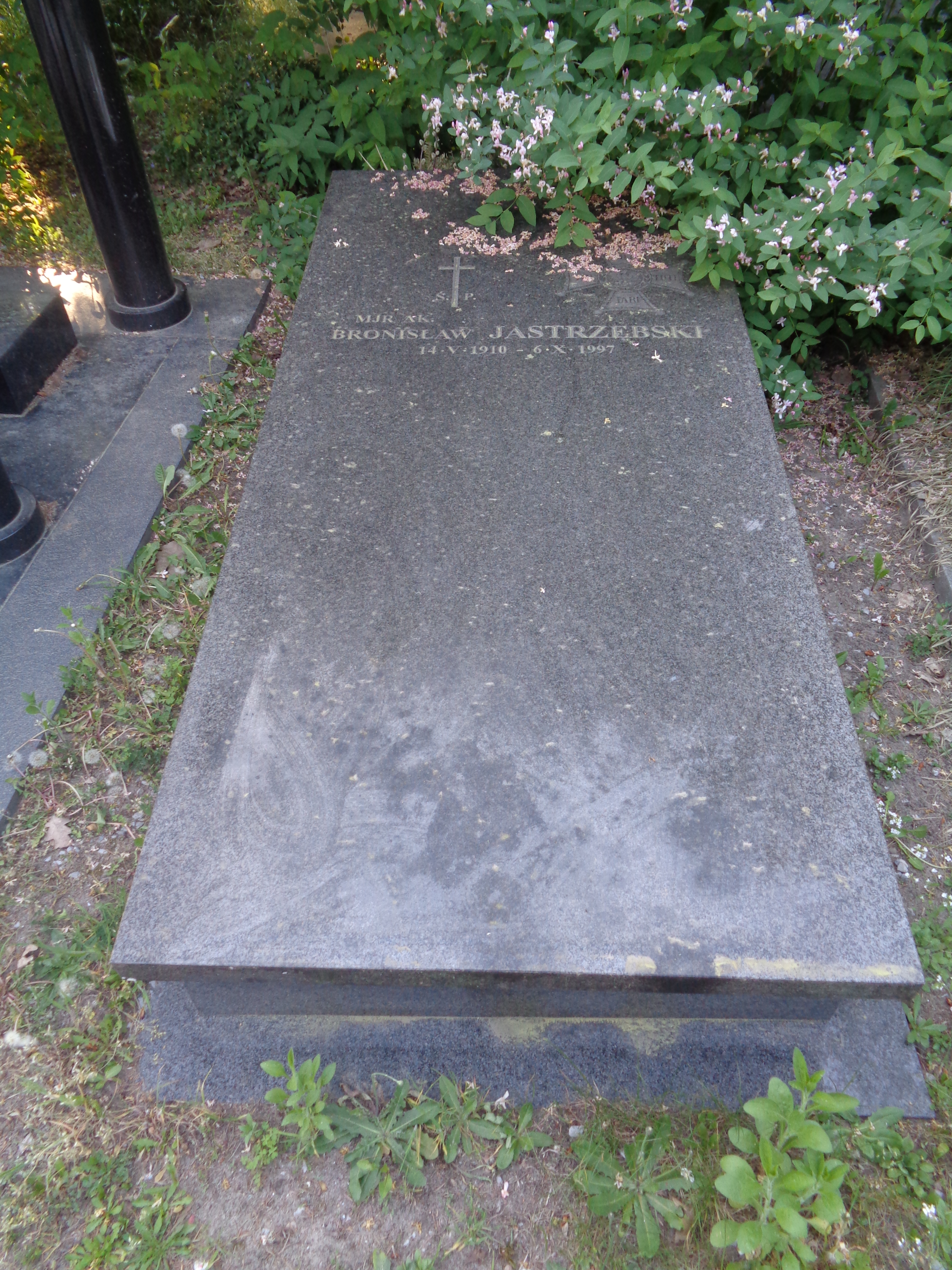
Grób Bronisława Jastrzębskiego na Cmentarzu Wojskowym na Powązkach

## Wybrane odznaczenia
- Krzyż Srebrny Orderu Virtuti Militari[5],
- Krzyż Walecznych,
- Krzyż Armii Krajowej[6],
- Medal Wojska[6],
- Krzyż Zasługi z Mieczami[6]